# Algarobius prosopis
Algarobius prosopis är en skalbaggsart som först beskrevs av J. L. Leconte 1858.  Algarobius prosopis ingår i släktet Algarobius och familjen bladbaggar. Inga underarter finns listade i Catalogue of Life.